# Teusserschlößchen

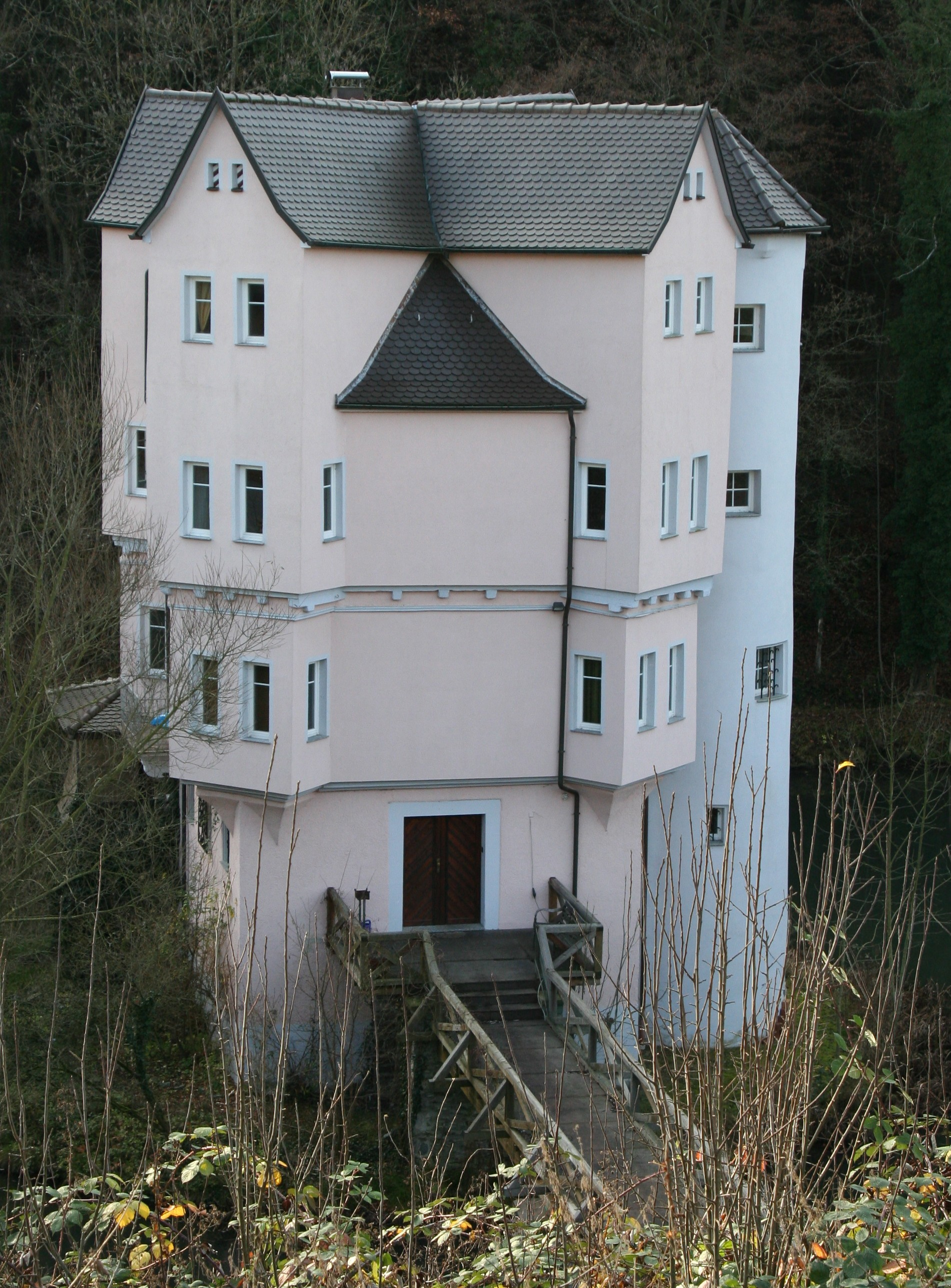
Teusserschlößchen

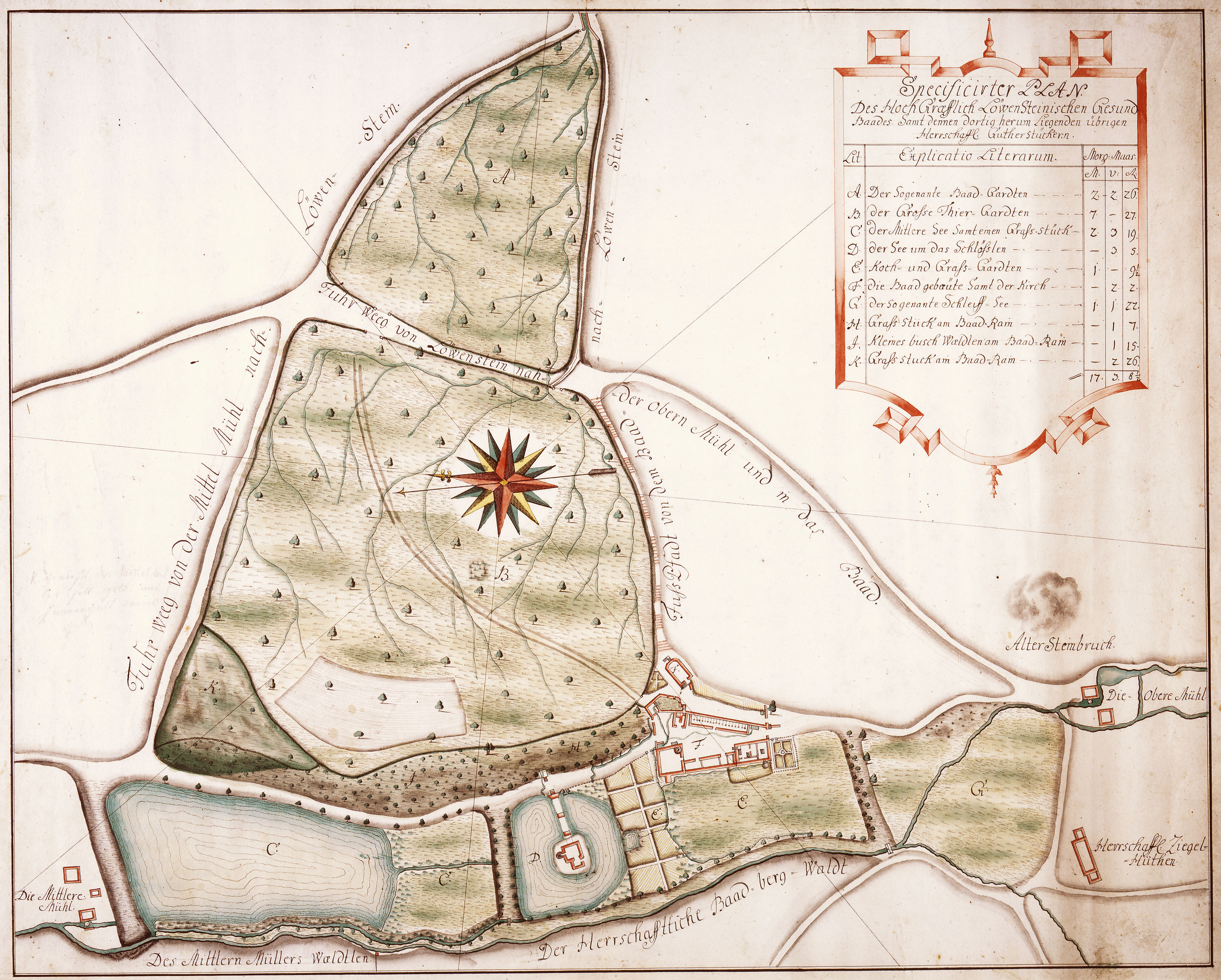
Plan des „Gräflich Löwensteinischen Gesund-Baades“ mit Wasserschloss aus dem 18. Jh.

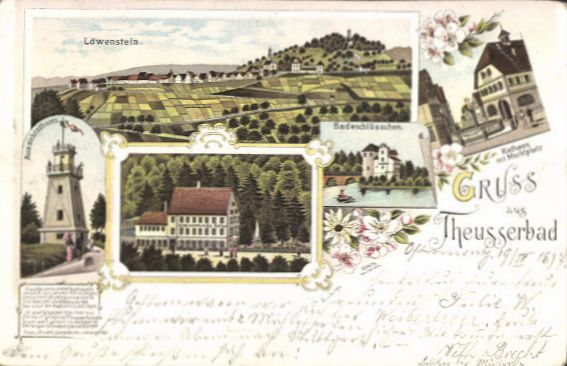
Auf dieser Ansichtskarte aus dem 19. Jahrhundert wird das Gebäude als Badeschlösschen bezeichnet.

Das Teusserschlößchen, auch Teusserbadschlößchen, Badschlößchen, unteres herrschaftliches Schlößchen oder in neuerer Zeit fälschlicherweise als Wasserschloss Lautereck bezeichnet, ist ein Wasserschloss im Löwensteiner Ortsteil Teusserbad.

## Lage
Das Schloss steht in einem von der Teusserquelle gespeisten See im oberen Tal der Sulm unterhalb der Stadt Löwenstein.

## Geschichte
Die Teusserquelle war vielleicht bereits in germanischer Zeit als Weihbrunnen bekannt, aber erst seit dem Bauernkrieg 1525 sind überhaupt eine Nutzung der Quelle und dort befindliche Bebauung belegt. Die Quelle wurde bereits im 16. Jahrhundert für Badekuren genutzt, in den von ihr gespeisten Seen fand außerdem Fischzucht statt. Im späten 19. Jahrhundert begann man mit der Abfüllung von Sprudel aus der Teusser-Quelle, während der Bade- und Kurbetrieb bis in die 1930er Jahre endete.
Die erste Erwähnung des Schlösschens erfolgte 1623, als der Löwensteiner Graf Friedrich Ludwig ein in einem See der Kuranlagen bestehendes Sommerschlösschen instand setzen ließ. Die Fachwerkbalken waren vermodert, so dass bereits bei der Ersterwähnung von einem höheren Alter ausgegangen werden kann. Mit den Ausbesserungsarbeiten von 1623 erhielt das Schlösschen auch schon seine heutige Gestalt. Nach 1730 war es Teil des Kurbetriebs in Teusserbad und hatte Gästezimmer für illustre Gäste sowie einen eigenen Heizkessel für warme Bäder. 1801 war es dann sanierungsbedürftig und nicht mehr Teil des Kurbetriebs. 1822 wurde das Schloss durch Fürst Georg von Löwenstein renoviert und 1823 wurden „englische Anlagen“ eingerichtet. 1835 sollte das Teusserbad verkauft werden; in einer „Beschreibung der Realitäten“ wurde auch das „s. g. Badschlößchen“ erwähnt, das „11 Piecen“ enthalte. Verkauft wurde es schließlich erst mit dem Niedergang des Badebetriebs 1861 mitsamt der Badeanlagen an den Heilbronner Bürger Julius Rauth. Dieser trennte sich bald wieder von den Badeanlagen, behielt aber das Schlösschen.
Das verwinkelte Bauwerk befindet sich heute in Privatbesitz.
Am Neujahrstag 2009 forderte ein Schwelbrand in dem Schlösschen, der vermutlich durch auf die Decke übergegangene Kaminhitze ausgelöst worden war, einen Verletzten.

## Literarische Erwähnungen
Der Heilbronner Arzt Dietrich Christoph Scharff verfasste eine ausführliche Beschreibung des ab 1730 renovierten Badebetriebs in Teusserbad und gab darin auch eine Beschreibung des damals an den Kurbetrieb angeschlossenen Schlösschens, das Gästezimmer für illustre Gäste besaß und über einen eigenen Heizkessel verfügte. Carl Julius Weber beschrieb 1834 das sogenannte Badeschlößchen als „ein so sonderbares altes Gebäude, als nur immerhin die Pfalz im Rhein, ein wahres Paradoxon, worüber mir Niemand Auskunft geben konnte.“ Auch im Morgenblatt für gebildete Leser vom 26. März 1839 findet sich – in einer Folge von Villeggiatur in Weinsberg – eine Erwähnung des Schlösschens: „Wir lenkten in die Schlucht zur Rechten, wo in Waldesnacht ein gothisches, leider rosa getünchtes Jagdschlößlein am übelriechenden See liegt und weiterhin das Theusserbad, welches zur herbstlichen Zeit düster aussieht, kein freundliches Gebäude, aber frische Quellen und lockende Waldanlagen hat.“

## Sonstiges
Ein Schloss namens Lautereck aus dem Besitz der Grafen von Löwenstein befindet sich in Sulzbach an der Murr.